# Касторія
Касторія (грец. Καστοριά, тур. Kesriye), інколи Костур (болг. і мак. Костур) — місто в Греції, у периферії Західна Македонія, столиця однойменного ному Касторія. Місто обслуговує Національний аеропорт Касторія.

## Історія
Касторія була відома у Римській імперії під назвою Келетро. За часів Візантії місто було перейменовано на Юстініанополіс.
Сучасне місто розташоване на березі озера Орестіада, на висоті 600 м над рівнем моря. Місто з трьох боків оточене водами озера. На південній стороні Орестіади, де сьогодні розташовується селище Діспіліо, в 1932 році професор Адоніс Керамопулос скористався низьким рівнем водності озера та здійснив перші у цьому регіоні археологічні дослідження. Знайдені ним артефакти підтверджують, що тут розвивалося доісторичне поселення. Розкопки, які проводилися професором доісторичної археології Хурмузьяді, підтверджують існування доісторичного поселення також на території сучасного Діспіліо.
На місці ж сучасної Касторії раніше існувало стародавнє місто класичного періоду. Римський історик Тіт Лівій згадує міські укріплення поблизу озера Орестіада, яке носили назву Кілітрон. Назва Кілітрон походить від дієслова грец. «κηλώ», що означає «зачаровувати». Згадується також півострів, що вдається в озеро Орестіада, на якому розташовувалось місто «щастя», іменоване істориком Діоклетіанополіс. Місто неодноразово витримувало напади варварів, зрештою було вщент зруйнуване ними та збезлюдніло. Римський імператор Юстиніан I Великий над руїнами Діоклетіанополіса звів сучасне місто. Фортецю складали два ряди стін, які починалися від одного берега озера на півдні перешийка, що вдається в озеро, і йшли по північному березі озера. Там фортеця ставала ширшою.
Існує два варіанти появи назви Касторія. Перший варіант говорить про те, що місто бере своє ім'я від слова грец. «κάστορας», що тривіально перекладається як бобер, вони водились тут у великій кількості в попередні століття. Другий варіант розповідає, що місто бере своє ім'я від міфологічних македонського героя Кастора.
Близько 1385 року Касторія була завойована Османською імперією. Під час Першої Балканської війни у 1912 року, незалежна Греція включила до свого вкладу Касторію. У 1913 відповідно до підписаних договорів в Лондоні та Бухаресті Касторія офіційно було підтверджено територіальний статус Касторії у складі Греції.

## Населення
| Рік  | Місто  | Муніципалітет |
| ---- | ------ | ------------- |
| 1981 | 20,660 | -             |
| 1991 | 14,775 | -             |
| 2001 | 14,813 | 16,218        |

## Персоналії
- Лука Елладський (896—953) — монах, візантійський святий канонізований православною церквою
- Афанасій Христопулос — поет.
- Ягнула Куновска — політик Північної Македонії.
- Філіппос Пецальнікос — чинний голова Грецького парламенту.
- Марія Спіропулу — фізик.
- Дімітріс Діамантідіс — баскетболіст.
- Дімітріс Долліс — заступник міністра закордонних справ Греції у справах греків зарубіжжя.

## Міста-побратими
- Енна,  Італія